# Plantago berroi
Plantago berroi är en grobladsväxtart som beskrevs av Pilger. Plantago berroi ingår i släktet kämpar, och familjen grobladsväxter. Inga underarter finns listade i Catalogue of Life.